# 一起为了秘鲁
一起为了秘鲁（西班牙語：Juntos por el Perú，缩写为JP）是秘鲁的一个左翼政党联盟。该联盟成立于2017年5月22日。该联盟的意识形态是民主社会主义、共产主义、马克思主义、社会民主主义、进步主义、女性主义、人文主义、发展主义和环境保护主义。该联盟的主席是罗贝托·桑切斯·帕洛米诺，总书记是埃内斯托·祖尼尼·耶伦。该联盟推举的总统候选人韦罗妮卡·门多萨在2021年秘鲁大选中获得7.86%的选票，排名第六。

## 成员
- 一起为了秘鲁
- 工人、农民、大学生和预备役军人全国联盟（英语：National Alliance of Workers, Farmers, University Students, and Reservists）

## 前成员
- 争取民主、主权和公正新秘鲁
- 公民力量（英语：Citizen Force (Peru)）
- 秘鲁人文主义党
- 社会党
- 争取社会主义运动
- 秘鲁共产党
- 秘鲁共产党—红色祖国